# Pentapodus vitta
Pentapodus vitta är en fiskart som beskrevs av Jean René Constant Quoy och Joseph Paul Gaimard 1824. Pentapodus vitta ingår i släktet Pentapodus och familjen Nemipteridae. Inga underarter finns listade i Catalogue of Life.